# Trần Lựu
Trần Lựu (chữ Hán: 陳榴; ?-?), còn được chép là Lê Lựu (黎榴), là một khai quốc công thần nhà Lê sơ trong lịch sử Việt Nam. Ông là một trong số các tướng lĩnh của nghĩa quân Lam Sơn, nổi tiếng trong chiến dịch Chi Lăng - Xương Giang và đã góp công lớn trong việc chém đầu Liễu Thăng ở ải Chi Lăng năm 1427.

## Thân thế
Chính sử không ghi chép rõ thân thế cũng như năm sinh và năm mất của Trần Lựu. Một số nhà nghiên cứu cho rằng ông là con của nghĩa sĩ Trần Lượng, đời Hậu Trần, quê ở làng Lỗ Tự, huyện Thượng Nguyên (nay thuộc xã Thiệu Quang, huyện Thiệu Hóa, tỉnh Thanh Hóa). Trần Lượng từng theo phò vua Trần Trùng Quang chống quân Minh và hy sinh.
Theo nhà nghiên cứu Nguyễn Quang Hà, dẫn chứng từ thần phả Thanh Hà ngọc phả bi ký tại đền Thanh Hà (Hà Nội), thì rất có thể thông tin trong thần phả chính là chỉ về Trần Lựu. Theo đó, ông sinh ngày mùng 4 tháng Tư (âm lịch) và mất ngày 15 tháng Chín (âm lịch).

## Tham gia khởi nghĩa Lam Sơn
Chính sử cũng không chép rõ Trần Lựu gia nhập nghĩa quân Lam Sơn năm nào. Sách Đại Việt sử ký toàn thư lần đầu ghi nhận hành trạng của ông trong lịch sử như sau:
"[Tháng 12 năm Bính Ngọ (1426)] vua sai các tướng chia quân đi đánh các thành: Quốc Hưng đánh hai thành Điêu Diêu và Thị Cầu; Lê Khả và Lê Khuyển đánh thành Tam Giang; Lê Sát, Lê Thụ, Lê Lý, Lê Lãnh và Lê Triện đánh thành Xương Giang; Lê Lựu, Lê Bôi đánh thành Khâu Ôn".
Sách Đại Việt sử ký toàn thư, cũng cho biết trong thời gian đánh thành Khâu Ôn, Trần Lựu đã được Lê Lợi phong chức Nhập nội Thiếu bảo, tổng tri coi việc quân dân Lạng Sơn và An Bang, cho quyền tiền trảm hậu tấu, toàn quyền huy động quân dân ngăn chống quân Minh ở vùng biên giới Đông Bắc. Ngày 13 tháng Giêng (âm lịch) năm 1427, trước sức vây ép của quân Lam Sơn do Trần Lựu và Phạm Bôi chỉ huy, quân Minh tự lượng chống đỡ không nổi, đang đêm bỏ thành chạy trốn.
Sách Lam Sơn thực lục cũng chép tương tự và ghi thêm: "Trong khoảng quay gót mấy thành đều vỡ. Chỉ có bốn thành Đông Đô, Cổ Lộng, Tây Đô, Chí Linh, là chưa hạ mà thôi."
Theo nhà nghiên cứu Nguyễn Quang Hà, tuy trong chính sử đề cập đến việc Lê Lựu (tức Trần Lựu) tham gia đánh các trận lớn chống quân Minh khá muộn, nhưng có lẽ ông phải là người tham gia vào nghĩa quân Lam Sơn từ khá sớm. Ông dẫn chứng việc Trần Lựu phải là một tướng lĩnh tài ba lão luyện trong việc cầm quân, nên Lê Lợi mới giao cùng tướng Lê Bôi đánh đồn Khâu Ôn, một thành có vị trí quan trọng trong việc trung chuyển tiếp quân lương của quân Minh từ phía Quảng Tây (Trung Quốc) sang. Theo các nhà nghiên cứu Nguyễn Q. Thắng và Nguyễn Bá Thế, thì Trần Lựu có thể đã tham gia khởi nghĩa Lam Sơn ngay từ buổi đầu ở hội thề Lũng Nhai.

## Phá quân Minh
Năm Đinh Mùi (1427), ngày 10 tháng 6 tướng Minh là Trấn Viễn Hầu đem năm vạn quân và một nghìn ngựa từ Quảng Tây sang cứu viện các thành. Đến cửa Pha Lũy, ông cùng Lê Bôi phá tan quân giặc, chém hơn ba nghìn đầu, bắt năm trăm ngựa, rồi rút về. Nhằm cứu vãn tình thế, vào ngày 10 tháng 6 năm 1427, Cố Hưng Tổ nhà Minh đem theo 5 vạn quân cùng 5 ngàn cỗ ngựa từ Quảng Tây sang cứu viện các thành. Đến cửa ải Pha Lũy (tức cửa Nam Quan hay còn gọi là Hữu Nghị Quan), đã bị tướng Trần Lựu, Lê Bôi đón ngay tại cửa ải, phá tan quân giặc, chém trên 3000 thủ cấp, bắt được hơn 500 ngựa, Hưng Tổ thua to phải chạy về nước(16).

## Chém đầu Liễu Thăng
Tháng 9 năm 1427, vua Minh cử hai mươi vạn binh, ba vạn ngưa, chia làm hai đường sang cứu viện thành Đông Đô. Liễu Thăng tiến quân theo đường Khâu Ôn, còn Mộc Thạnh tiến quân theo đường Vân Nam. Ngày 18 tháng 9 đều đến đầu địa giới.
Trước Trần Lựu giữ cửa Pha Lũy, thấy giặc đến, lui về cửa Ải Lưu. Giặc lại tiến đánh, ông lại bỏ cửa Ải Lưu mà lui giữ Chi Lăng. Giặc lại tiến bức Chi Lăng. Lê Sát và Lê Nhân Chú ngầm sai ông ra đánh, giả thua mà chạy. Giặc cả mừng. Liễu Thăng thân đem đại binh tiến vào chỗ có phục binh. Sát và Chú tung cả phục binh bốn mặt đều dậy xông đánh. Quân giặc vỡ to. Chẽm được Liễu Thăng và Lý Khánh cùng hơn vạn đầu quân giặc, chiến khí của giặc một lúc bị đốt hết. Trần Lựu, Lê Bôi và nghĩa quân không chỉ có công đánh bại đoàn quân tiếp viện của Cố Hưng Tổ với những chiến công lẫy lừng ngay khi chúng mới bước chân vào bờ cõi nước ta mà vị tướng lão luyện này đã thể hiện một nghệ thuật nhử địch vào trận địa của ta với cách đánh chủ động, bất ngờ và mưu trí: Tại Ải Lưu: một cửa ải từ Khâu Ôn đến Chi Lăng vùng giáp hai xã Nhân Lý và Mai Sao (huyện Chi Lăng ngày nay) do tướng Trần Lựu chỉ huy. Vào ngày 8 tháng 10 năm 1427 (tức ngày 18 tháng 9 năm Đinh Mùi) đại quân của Liễu Thăng tiến vào cửa ải Pha Lũy, thấy giặc đến cửa ải Pha Lũy, Trần Lựu bỏ ải Pha Lũy lui vào đóng ở Chi Lăng. Giặc lại tiến quân uy hiếp Chi Lăng. Trần Lựu giả vờ thua chạy. Giặc tỏ ra kiêu ngạo vui mừng, cùng đoàn quân ồ ạt tiến thẳng vào ải Chi Lăng. Chúng thật không ngờ rằng chúng đã lọt vào trận địa mai phục của ta. Liễu Thăng cùng hơn 100 kỵ binh hung hăng tiến lên đuổi theo Trần Lựu. Ngày 20 tháng 10 số kiếp của đội quân hiếu chiến đã được định đoạt. Lúc này, đội quân mai phục của Lê Sát, Lưu Nhân Chú tung hết ra, bốn mặt đều nổi dậy xông vào đánh giặc. Quân giặc thua to. Chém được Liễu Thăng ở núi Mã Yên và hơn một vạn thủ cấp quân giặc. Bình Ngô đại cáo của Nguyễn Trãi đã mô tả về chiến thắng này như sau:
"Tháng 10 cùng năm ấy, Mộc Thạch cũng chia đường từ Vân Nam kéo đến.
Ta trước đó chẹn hiểm bẻ mũi tiên phong. Rồi sau lại chặn đường cắt nguồn lương giặc.
Ngày 18 tháng ấy, Liễu Thăng bị quân ta tấn công, rừng Chi Lăng mưu đồ đổ sập.
Ngày 20, Liễu Thăng bị quân ta đánh bại, núi Mã Yên tử trận phơi thây(17).
Chỉ trong thời gian chưa đầy 1 tháng, với số quân đông (chưa đầy 4 vạn) dưới sự lãnh đạo tài tình như Trần Lựu, Lê Bôi, Nguyễn Chích, Lưu Nhân Chú, chiến cục Chi Lăng, Xương Giang đã nhanh chóng đẩy quân địch vào thế bị động, lúng túng và thất bại. Ngược lại nghĩa quân của ta ngày càng giành thế chủ động, gây cho địch bất ngờ không kịp trở tay. Nhận định về chiến thuật của Trần Lựu, các tác giả sách Khởi nghĩa Lam Sơn có nhận xét rất chính xác. "Về những nhận xét của Trần Lựu, sử cũ ghi chép rất sơ lược. Nhưng rõ ràng Trần Lựu đã nhử địch rất tài tình, Liễu Thăng thực sự đã "thua kế" quân ta. Với số quân rất ít, Trần Lựu vừa chống đỡ, vừa "thua chạy" liên tiếp rút lui. Các trận đánh nhử địch của Trần Lựu diễn ra từ Pha Lũy đến ải Chi Lăng, trên quãng đường độc đạo hiểm trở dài trên 60 km, hai bên là núi đá dựng đứng. Liễu Thăng cứ thúc quân ào ạt đuổi theo, những trận rút lui tài tình của Trần Lựu thật sự đã mở đường cho đại thắng Chi Lăng ngay sau đó"(18).
Có thể nói rằng, với nghệ thuật nhử địch tài tình của Trần Lựu ở cửa ải Pha Lũy, Chi Lăng trong cuộc kháng chiến chống quân Minh thế kỷ XV, giúp ta liên tưởng đến chiến thuật nhử địch vào bãi cọc của Ngô Quyền trong trận Bạch Đằng ở thế kỷ thứ X. Những chiến công trên của tướng quân Trần Lựu đã minh chứng cho tài thao lược dũng cảm, đóng góp đáng kể vào kho tàng nghệ thuật quân sự nước ta.

## Nhận định
Sử chép ngày 3 tháng 5 năm Kỷ Dậu (1429) ban biên ngạch cho 93 công thần nhưng không thấy có tên Trần Lựu (nay Lê Lựu), chỉ biết rằng ông được ban quốc tính (họ vua) (19). Sau chiến thắng ấy, những nhân vật làm nên lịch sử được thưởng công với các phẩm trật khác nhau, nhưng cũng sau đó không lâu, nhiều người bị sát hại, hoặc bỏ tù như Phạm Văn Xảo, Trần Nguyên Hãn, Nguyễn Trãi... Còn Trần Lựu, trong một thời gian dài kể từ năm 1427 đến năm 1436 (10 năm) không thấy chính sử chép đến những hoạt động của ông. Đại Việt sử ký toàn thư có 5 lần nhắc đến các hoạt động, những công việc của Trần Lựu vào các năm sau cuộc kháng chiến: 1436, 1456 (2 lần), 1459, 1460. Có thể nhận thấy rằng những thông tin về ông tuy ít ỏi, rời rạc, thời gian gián đoạn nên chúng ta không thể biết được nhiều hơn. Nhưng qua những dòng sử này, cho ta thấy Trần Lựu vẫn là một "người lính", một "lưu quan" trên mặt trận quân sự bảo vệ tổ quốc ở trấn Tuyên Quang và Thanh Hóa xa xôi. Sử chép: "năm Bính Thìn [Thuận Bình] năm thứ 3 (1436), mùa thu, tháng 7 (...) lấy Tuyên phủ đại sứ Thái Nguyên hạ bạn là Lê Lôi làm Xã kỵ đồng Tổng quản kiêm Đô tổng quản phủ lộ Thanh Hóa, Tuyên úy đại sứ trấn Tuyên Quang là Trần Lựu làm Kim ngô vệ đồng Tổng quản kiêm Đô tổng quản lộ Thanh Hóa"(20).
Không biết ông đảm nhận chức này trong thời gian bao lâu, chỉ biết rằng 20 năm sau (1456) Trần Lựu giữ chức quan trông coi việc an ninh trong kinh thành. Quốc sử còn ghi: tháng 2 năm Bính Tý (1456): "Ra lệnh cho bọn Nhập nội Tư đồ Bình chương sự Lê Hiệu, Nhập nội Đô đốc Bình chương sự Lê Lựu trông coi việc giữ thành trì, ngày đêm nghiêm ngặt tuần phòng trong ngoài theo đúng phép"(21). Nhưng sau đó, một tháng sau không biết vì lý do gì ông phải tiếp tục đi làm lưu quan ở Tây Đạo (gồm vùng Tam Giang, Hưng Hóa, Tuyên Quang và Gia Hưng). Qua lời tâu từ chối nhận bổng lộc của ông, cho thấy ông là một người khí khái, bộc trực và lúc này có lẽ ông đã già, chán ghét bọn hoạn quan chuyên quyền, bọn xiểm nịnh được tin dùng, kẻ đao bút được tiến cử: ngày 23 tháng 3 năm Bính Tý (1456) Diên Ninh thứ 3: cấp tiền lương bổng hàng năm cho các thân vương, công chúa đại thần và các quan võ theo thứ bậc khác nhau, Tây đạo Đô đốc Lê Lựu tâu rằng: "Thần đã thấy dân chúng khốn khổ quẫn bách, dẫu một đồng nhỏ nhoi cũng coi bằng 10 đồng. Do vậy, thần xin không nhận tiền lương hàng năm. Bệ hạ không coi thần có tội, ban riêng cho thêm 50 hộ, lại thêm tiền lương bổng 1 năm, thì thu nhập tất lại tăng rất nhiều. Nay đương cấp tiền lương hàng năm cho các quan, thần xin được từ chối không nhận"(22). Và sự kiện cuối cùng viết về ông trong Đại Việt sử kí toàn thư là việc ông đi đánh giặc ở Bồn Man vùng Tây Bắc: "Tháng 12 năm 1460, sai Thái phó Lê Lựu, Thái bảo Lê Lăng dẫn các quân chia đường đi đánh họ Cầm (Tức họ Lai Cầm, tù trưởng Bồn Man)(23).
Có thể nói rằng, Trần Lựu là một người từng trải, cả cuộc đời ông gắn với binh nghiệp. Ông đã có công lao lớn, một vị tướng có tài trong cuộc kháng chiến chống quân Minh giải phóng dân tộc và bảo vệ Tổ quốc những năm hòa bình độc lập. Cuộc đời của ông trải qua những năm tháng kháng chiến chống quân xâm lược Minh gian khổ và tiếp đó ít nhất là bốn đời vua: Lê Thái Tổ, Lê Thái Tông, Lê Nhân Tông, Lê Thánh Tông với những đóng góp nổi bật. Ta có thể tạm chia làm hai giai đoạn: giai đoạn trai trẻ trước cuộc kháng chiến chống Minh ông luôn gắn bó với miền Đông Bắc từ Tuyên Quang đến Quảng Yên (Quảng Ninh) và giai đoạn còn lại của cuộc đời (sau cuộc kháng chiến toàn thắng), ông lại gắn bó nhiều năm với vùng Tây Đạo - phía tây bắc - nơi biên giới xa xôi của Tổ quốc.
Từ những vấn đề trình bày ở trên chúng tôi cho rằng, văn bản thần tích về Trần Lựu đã được người đời sau biên soạn thêm vào những chi tiết không đúng với sự thật lịch sử. Và Trần Lựu được thờ làm thành hoàng ở đình Thanh Hà, phố Ngõ Gạch (Hà Nội) là một nhân vật có thật - một vị tướng tài ba có đóng góp quan trọng vào thắng lợi của cuộc kháng chiến chống quân Minh xâm lược đầu thế kỷ XV. Hơn nữa, qua những tư liệu viết về Trần Lựu, cho chúng ta biết ông còn một vị tướng - một nhà quân sự suốt đời gắn bó với mảnh đất vùng Đông Bắc và Tây Bắc của Tổ quốc trong suốt cuộc kháng chiến và những thập kỷ đầu của vương triều Lê sơ (nửa đầu thế kỷ XV).

## Thờ tự
Sau khi ông mất, nhiều đền thờ ông được dựng ở một số địa phương như:
- Đền thờ mộ tướng quân Trần Lựu tại xã Thiệu Quang, huyện Thiệu Hóa, tỉnh Thanh Hóa[8]
- Đền thờ Trần Lựu ở Xuân Bái, Thọ Xuân, Thanh Hóa[9]
- Đền Thanh Hà, số 10 Ngõ Gạch - Hà Nội
- Thần tích Trần Lựu, chùa Đèo, làng Thị Cầu, thị xã Bắc Ninh, Bắc Ninh.

Một số đường phố được đặt theo tên ông ở Quận 2 (TP.HCM), thành phố Bắc Ninh (Bắc Ninh)...